# Fontaine des arts et métiers
La fontaine des arts et métiers est une fontaine située au Square Émile-Chautemps face à l'entrée principale du Conservatoire national des arts et métiers dans le 3e arrondissement de Paris.

## Historique
Le petit jardin du square fut aménagé initialement en jardin à la française sous l’impulsion de Louis XIV et d’André Le Nôtre. Il fut ensuite redessiné selon le désir de Napoléon III par Adolphe Alphand à la demande du baron Haussmann lors de l’aménagement du boulevard Sébastopol. 

## Description
Deux bassins oblongs en pierre de Jura dessinés par Gabriel Davioud en 1860 constituent la fontaine des arts et métiers. Chaque bassin est orné par deux statues allégoriques en bronze représentant deux personnages assises, se tournant le dos. 
Le bassin nord est décoré par l'allégorie de l’Agriculture et de l’Industrie, œuvre du sculpteur Charles-Alphonse Gumery (1827-1871). La statue de l'Agriculture, couronné des épis et des fleurs, tient une gerbe. Le Travail est un homme tenant un marteau et portant une l’enclume sur laquelle s’appuie une roue.
Des motifs ornementaux avec des mascarons à tête de lions, œuvre du sculpteur Michel Joseph Napoléon Liénard, distribuent l'eau dans le bassin. Le tout est couronné par un petit vasque avec un jet d'eau. 
le côté sud du square donne sur l’ancien théâtre de la Gaîté-Lyrique. En face du théâtre le bassin sud est décoré de l'allégorie du Commerce et des Arts.
Les statues de Mercure et d'Euterpe furent sculptées par Auguste-Louis Ottin (1811-1867). Mercure, dieu du commerce, tient une balance et une corne d’abondance. Euterpe, muse de la musique, est représenté par une femme tenant une lyre et un flambeau.

## Galerie

### Bassin nord

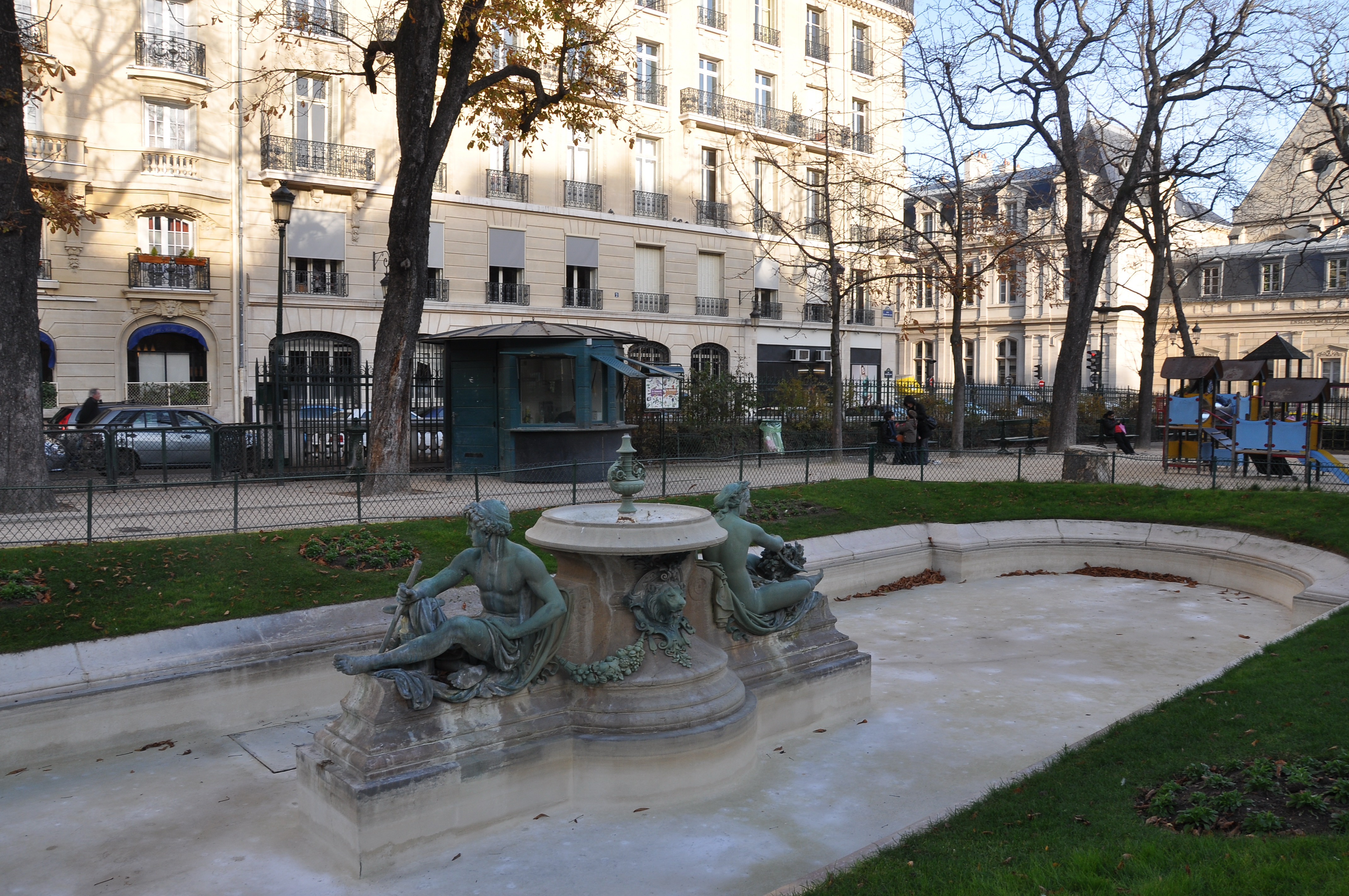
Vue d'ensemble.
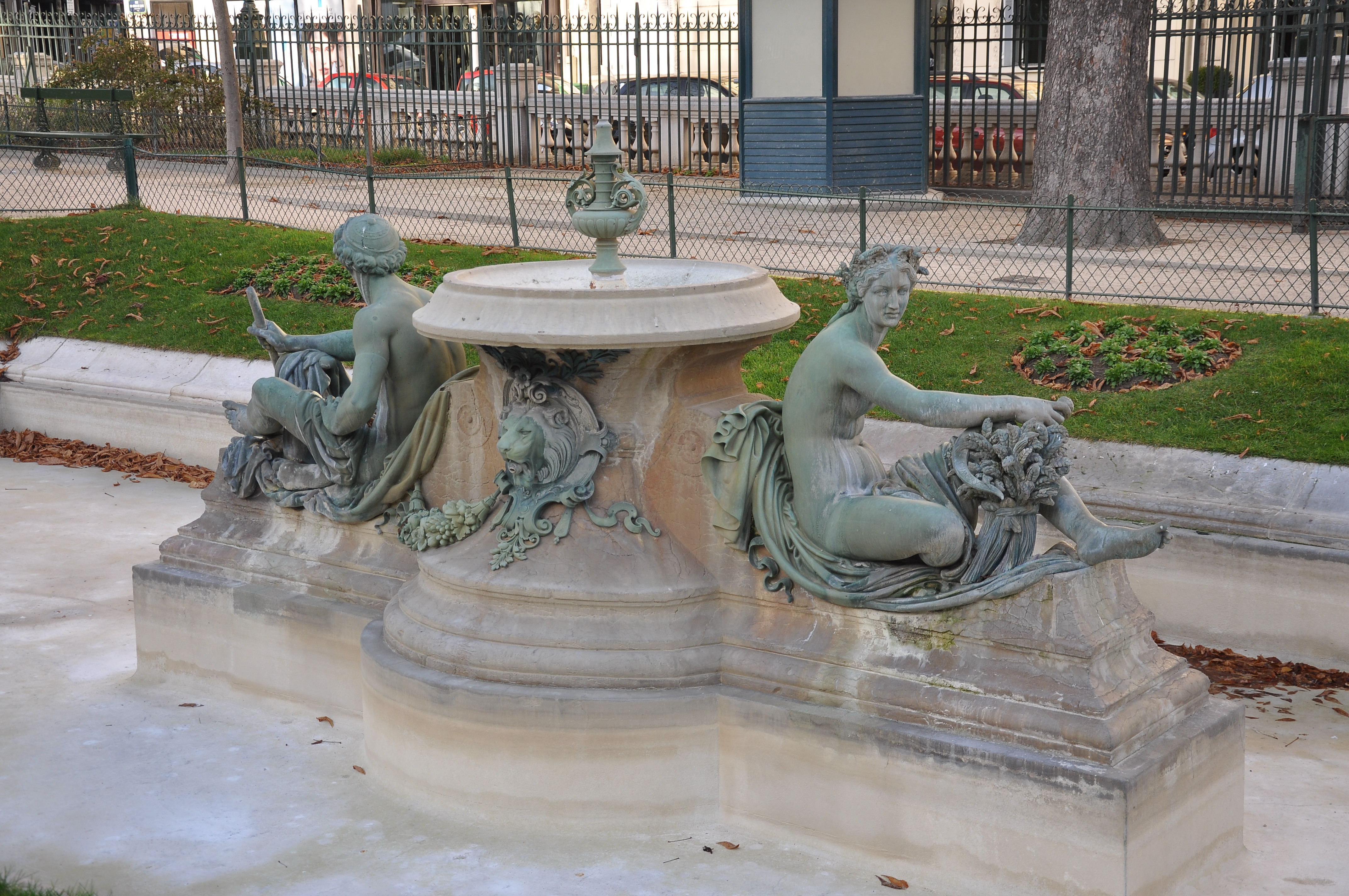
Statues allégoriques de l'Agriculture et de l'Industrie.
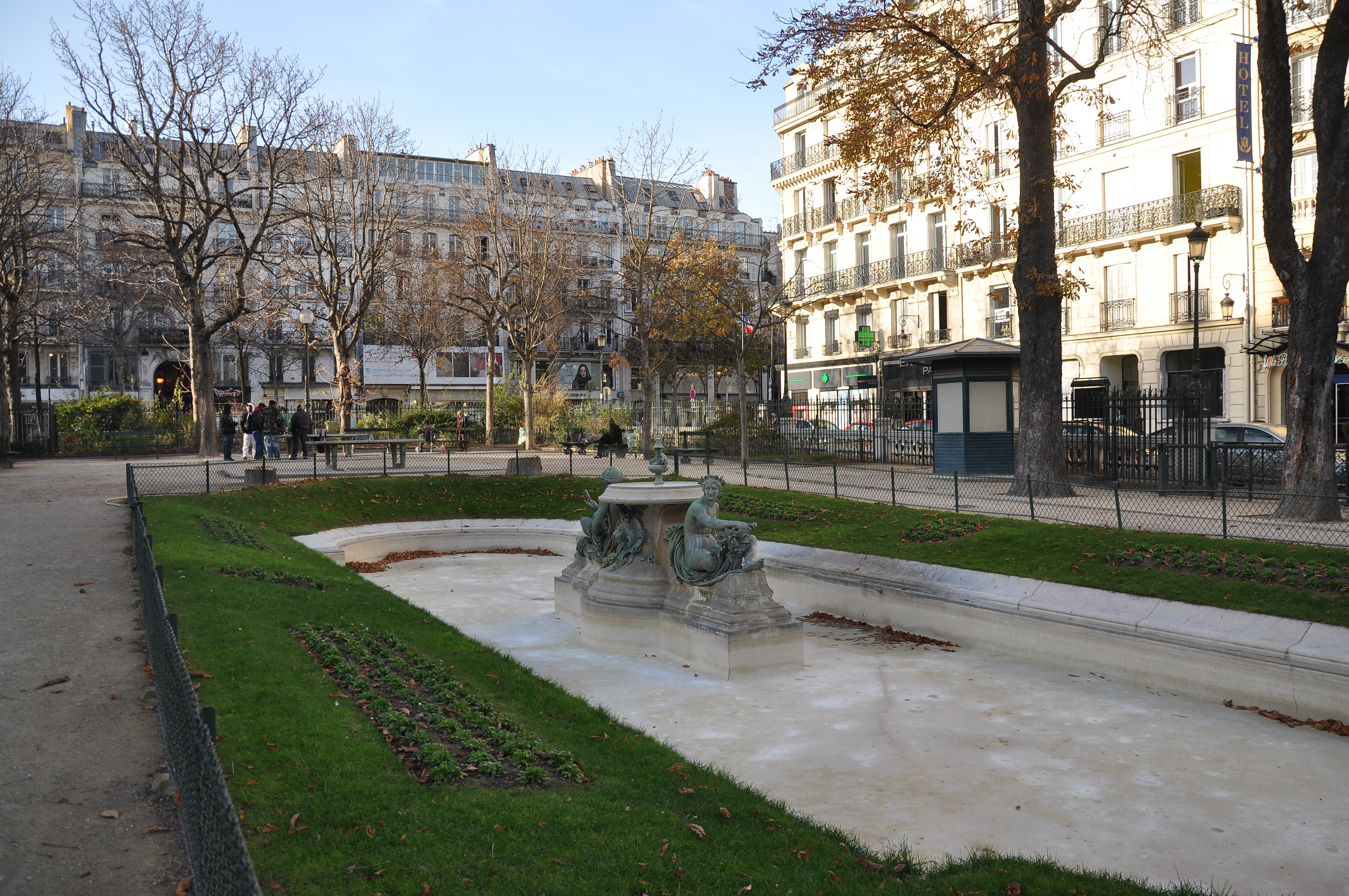
Vue vers Boulevard de Sébastopol.

### Bassin sud

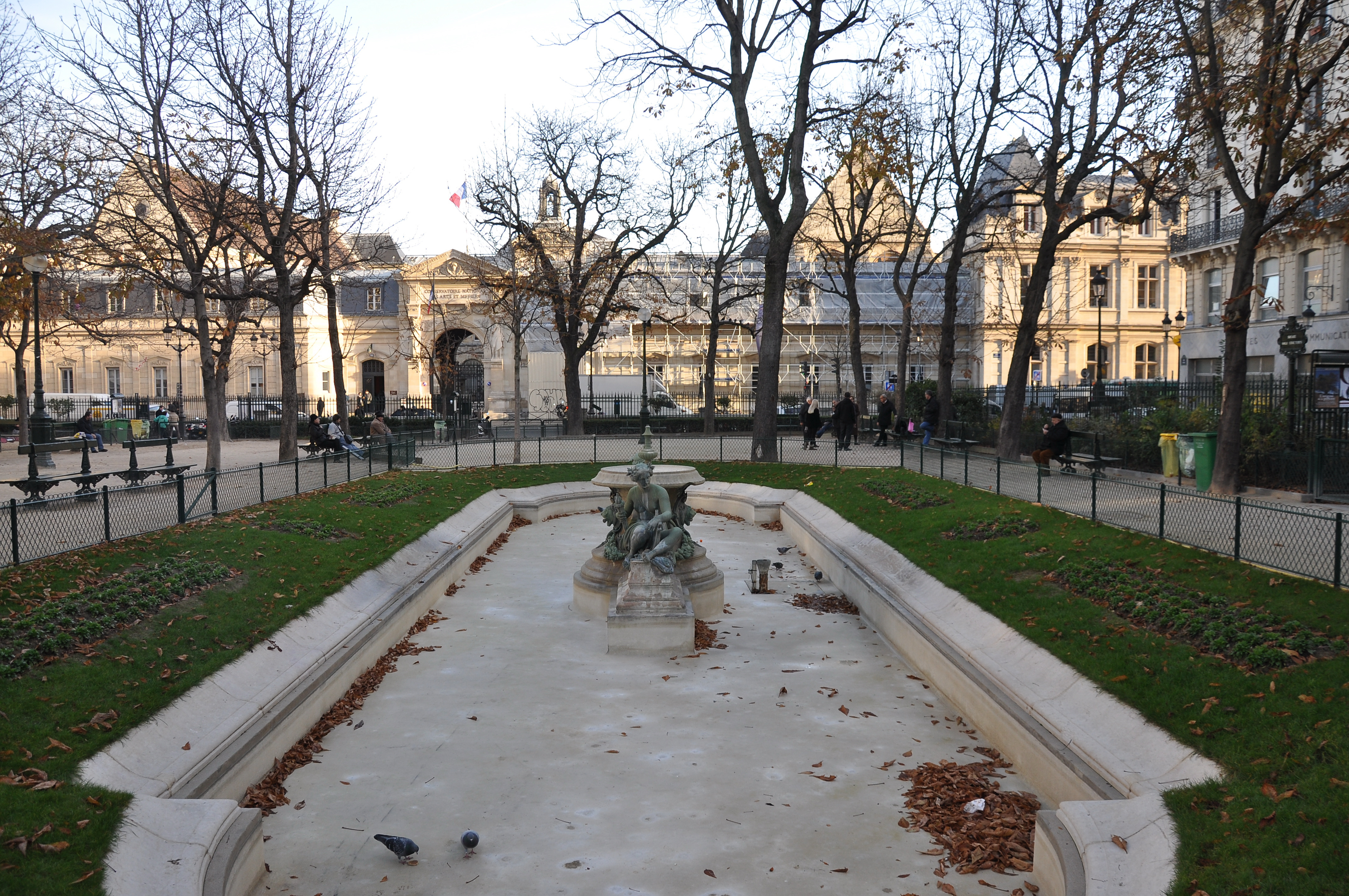
Vue vers le Conservatoire national des arts et métiers.
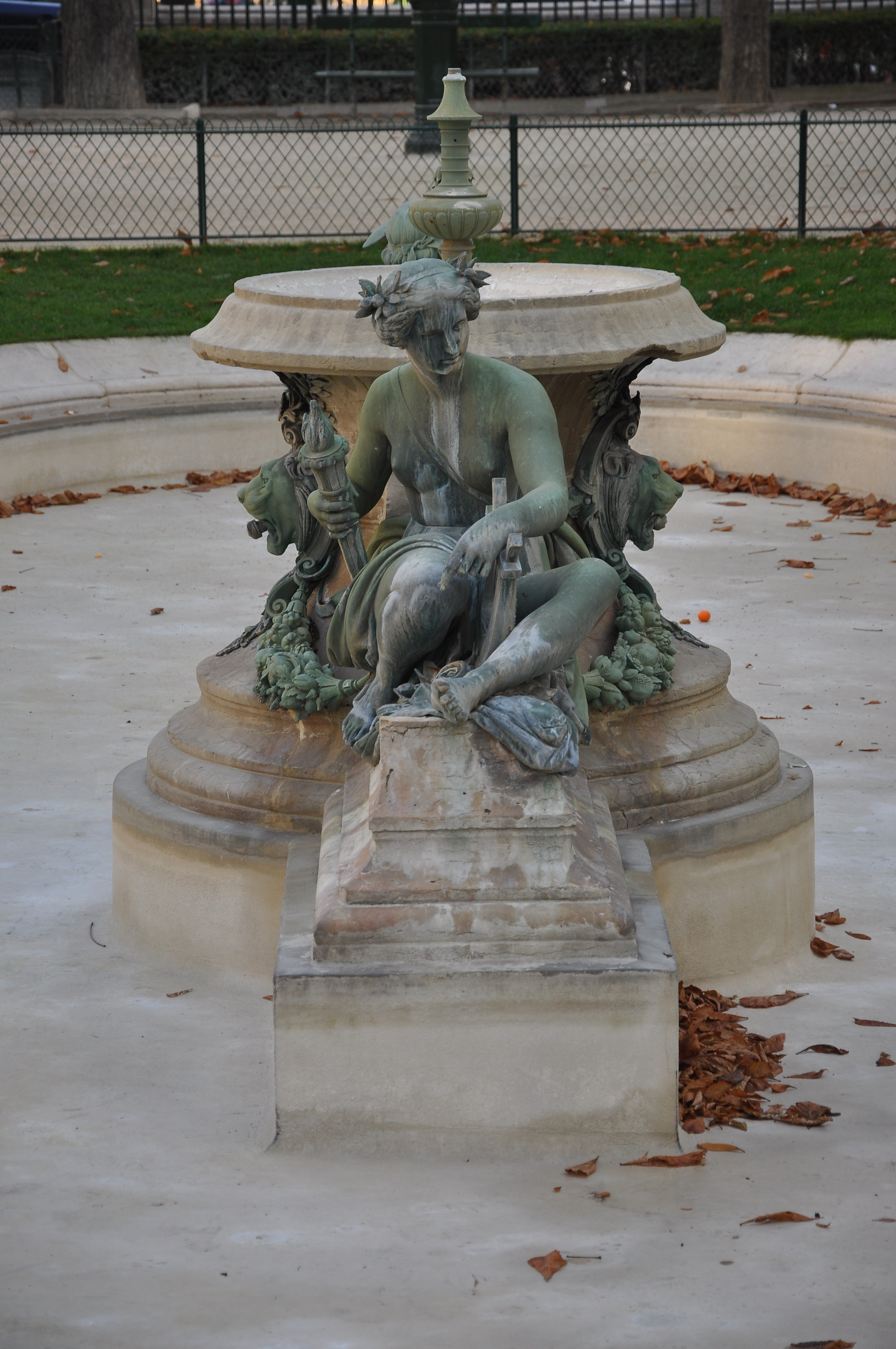
Musique avec une Lyre et un flambeau.
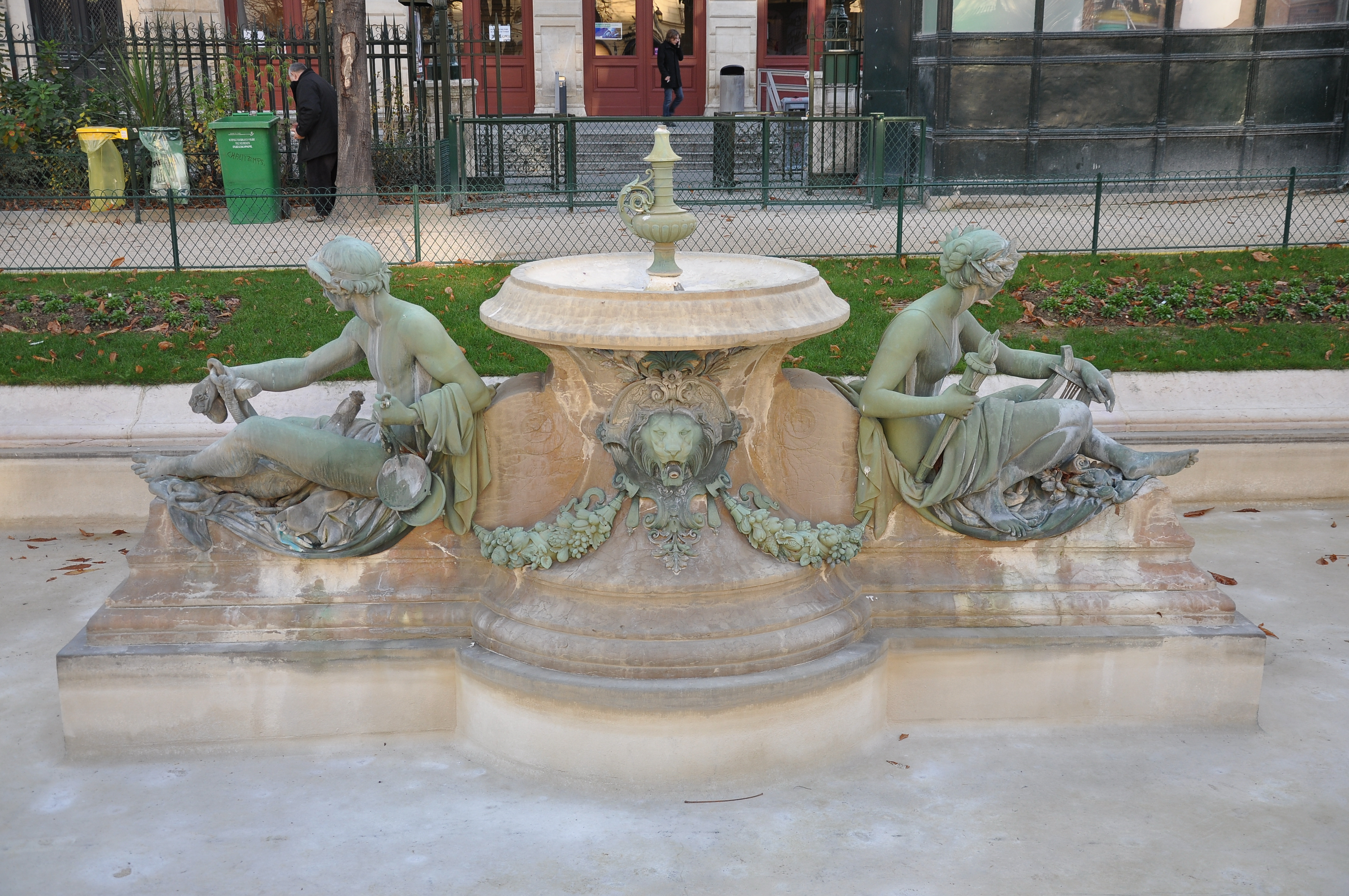
Statues allégoriques de Mercure et de la Musique.
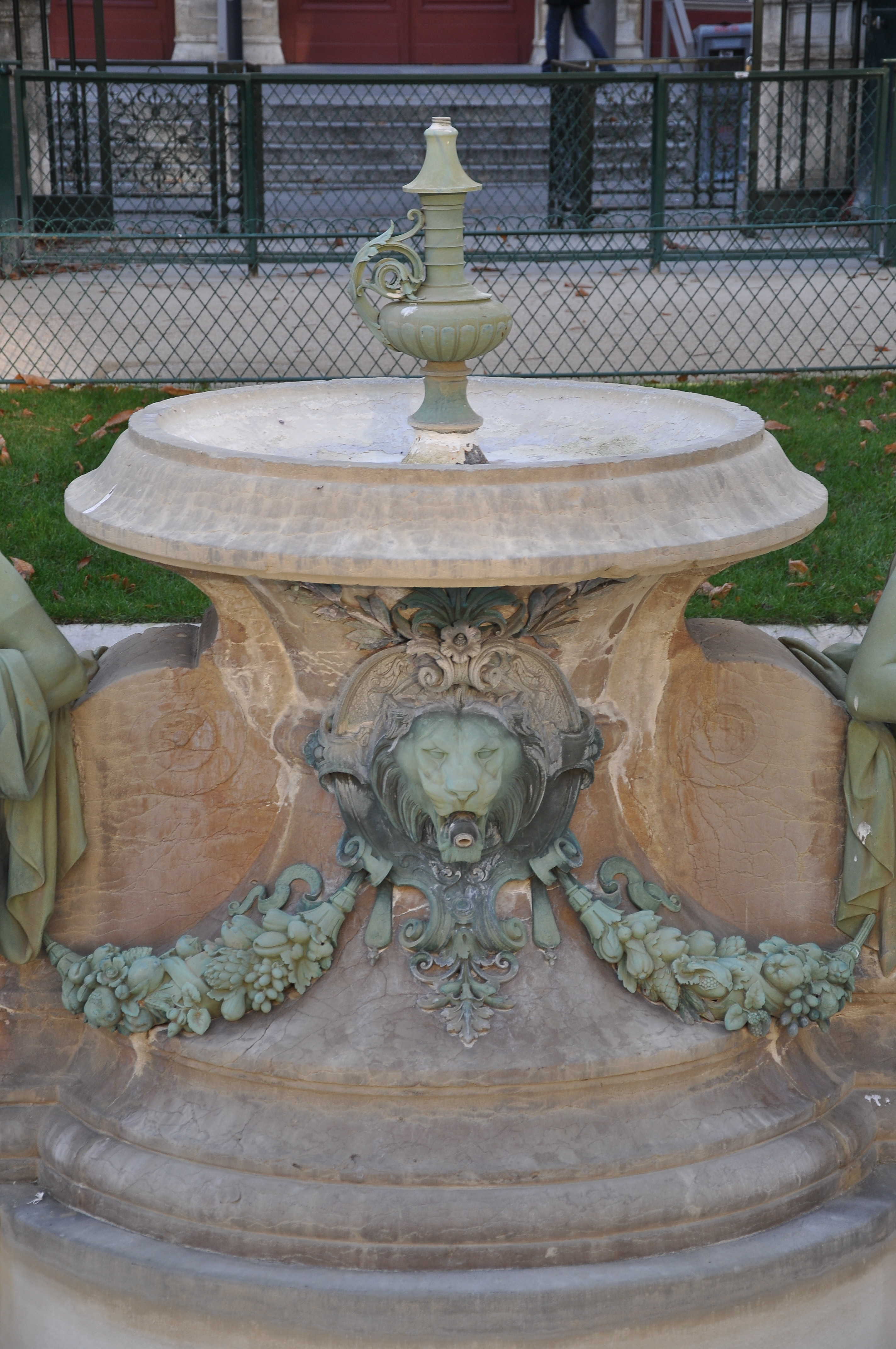
Mascaron de la fontaine.
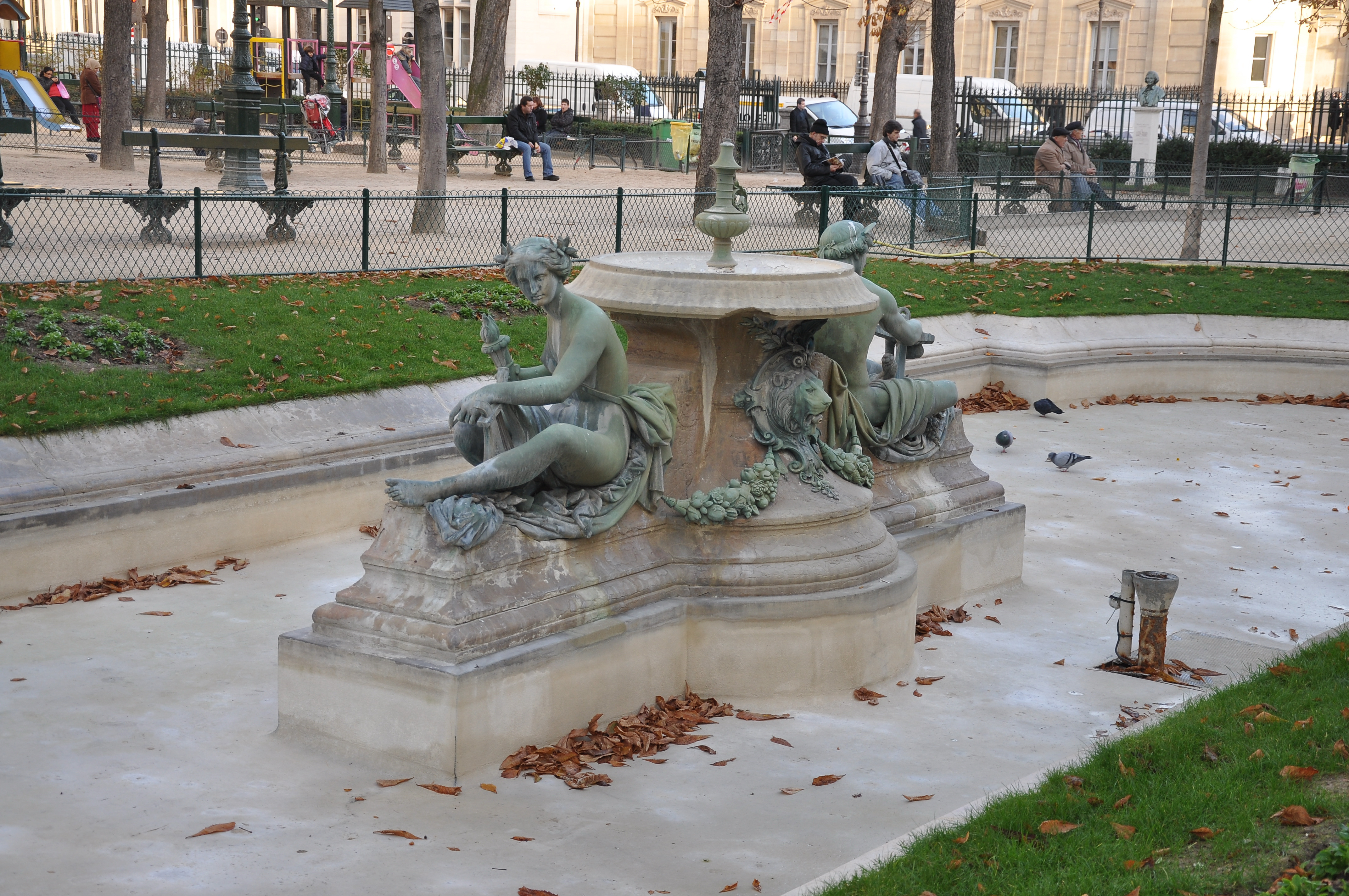
Musique et Mercure.